# Oshō

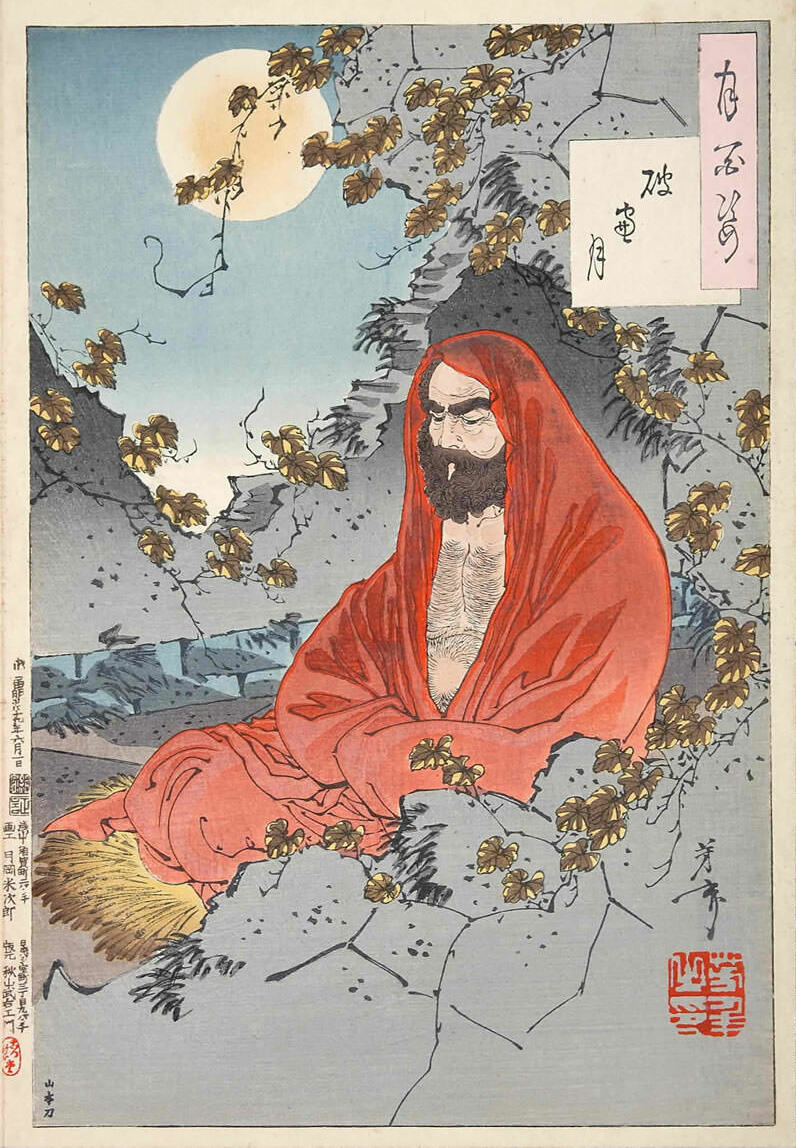
Bodhidharma, der erste Patriarch des Zen-Buddhismus (Yoshitoshi, 1887).

Oshō (jap. 和尚) ist ein japanischer Titel des Zen-Buddhismus, der mehrere Bedeutungen haben kann. Unter anderem verweist der Titel auf einen hochrangigen oder sehr tugendhaften Mönch, einen religiösen Lehrer oder auf einen Priester, der einen Tempel leitet und auch der Würdename von Bodhidharma.
Die japanische Lesart des chinesischen „hé shan“ (和尚) bedeutet wörtlich "hochrangiger Buddhistenmönch" bzw. „hochgradig virtuoser Buddhistenmönch“. Darüber hinaus ist "Oshō" eine respektvolle Bezeichnung für buddhistische Mönche im Allgemeinen, die mit dem Suffix -san verwendet wird.
Der Titel wurde vor allem durch den indischen spirituellen Meister Osho (Chandra Mohan Jain bzw. Bhagwan Shree Rajneesh), den Begründer der Osho-Rajneesh-Bewegung. Er verwendete diesen Namen nach dem Vorbild von Bodhidharma, der als erster Patriarch der Chan- und Zen-Linien des Buddhismus gilt.